# 1915 en cyclisme
| Années du cyclisme : 1912 - 1913 - 1914 - 1915 - 1916 - 1917 - 1918    |
| Décennies du cyclisme : 1880 - 1890 - 1900 - 1910 - 1920 - 1930 - 1940 |

Les faits marquants de l'année 1915 en cyclisme.

## Par mois

### Mars
- 28 mars : Ezio Corlaita gagne le Milan-San Remo. L'épreuve ne sera pas disputée en 1916 et reprendra en 1917.

### Avril
25 avril : l'Italien Costante Girardengo gagne Milan-Turin pour la deuxième année d'affilée. L'épreuve ne sera pas disputée en 1916 et reprendra en 1917.

### Mai
9 mai : l'Italien Natale Bosco gagne le Tour du Piémont. L'épreuve ne sera pas disputée en 1916 et reprendra en 1917.

### Août
1er août : l'Espagnol Simon Febrer devient champion d'Espagne sur route.
1er août : le Suisse Marcel Perrière redevient champion de Suisse sur route.

### Novembre
- 7 novembre : Gaetano Belloni gagne le Tour de Lombardie.